# En kort en lang
En kort en lang is een Deense romantische komedie/dramafilm uit 2001 geregisseerd door Hella Joof. Het scenario werd geschreven door Joof samen met Klaus Bondam. De film werd ook uitbracht onder de Engelstalige titels Shake It en Shake It All About.
Troels Lyby won voor zijn rol de Robert voor Beste Mannelijke Bijrol.

## Verhaal
Jørgen (Troels Lyby) en Jacob (Mads Mikkelsen) zijn al enige tijd gelukkig samen. Op een dag vraagt Jacob of Jørgen met hem wil trouwen en dat wil hij. Dan wordt Jacob echter verliefd op Caroline (Charlotte Munck). Niet alleen is Caroline een vrouw, maar ze is ook nog eens getrouwd met Tom, Jørgens broer.

## Rolverdeling
| Acteur           | Personage   |
| ---------------- | ----------- |
| Mads Mikkelsen   | Jacob       |
| Troels Lyby      | Jørgen      |
| Charlotte Munck  | Caroline    |
| Jesper Lohmann   | Tom         |
| Oskar Walsøe     | Oskar       |
| Peter Frödin     | Frederik    |
| Nikolaj Steen    | Mads        |
| Ditte Gråbøl     | Inge        |
| Morten Kirkskov  | Adrian      |
| Henning Jensen   | Palle       |
| Pernille Højmark | Ellen       |
| Ellen Hillingsø  | Anne        |
| Ghita Nørby      | Bine        |
| Thomas Winding   | Hans Henrik |
| Klaus Bondam     | Priester    |